# Ibrahima Ba
Ibrahima Ba (Matam, 23 novembre 1984) è un ex calciatore senegalese, di ruolo centrocampista.

## Biografia
È cugino di Ibrahim Ba.

## Carriera

### Club
Dopo aver giocato con varie squadre di club, tra cui anche il Thun e l'Al-Hilal, nel 2011 si trasferisce in Francia, all'Istres Ouest Provence.

### Nazionale
Nel 2007 debutta con la nazionale senegalese.

## Statistiche

### Cronologia presenze e reti in nazionale
| Cronologia completa delle presenze e delle reti in nazionale ― Senegal | Cronologia completa delle presenze e delle reti in nazionale ― Senegal | Cronologia completa delle presenze e delle reti in nazionale ― Senegal | Cronologia completa delle presenze e delle reti in nazionale ― Senegal | Cronologia completa delle presenze e delle reti in nazionale ― Senegal | Cronologia completa delle presenze e delle reti in nazionale ― Senegal | Cronologia completa delle presenze e delle reti in nazionale ― Senegal | Cronologia completa delle presenze e delle reti in nazionale ― Senegal |
| Data                                                                   | Città                                                                  | In casa                                                                | Risultato                                                              | Ospiti                                                                 | Competizione                                                           | Reti                                                                   | Note                                                                   |
| ---------------------------------------------------------------------- | ---------------------------------------------------------------------- | ---------------------------------------------------------------------- | ---------------------------------------------------------------------- | ---------------------------------------------------------------------- | ---------------------------------------------------------------------- | ---------------------------------------------------------------------- | ---------------------------------------------------------------------- |
| 10-6-2007                                                              | Niamey                                                                 | Malawi                                                                 | 2 – 3                                                                  | Senegal                                                                | Amichevole                                                             | -                                                                      | 85’                                                                    |
| 14-11-2012                                                             | Niamey                                                                 | Niger                                                                  | 1 – 1                                                                  | Senegal                                                                | Amichevole                                                             | -                                                                      | 83’                                                                    |
| Totale                                                                 |                                                                        | Presenze                                                               | 2                                                                      |                                                                        | Reti                                                                   | 0                                                                      |                                                                        |